# Cornelia Seibeld
Cornelia Seibeld (ur. 1974 w Berlinie) – niemiecka polityk i prawniczka, działaczka Unii Chrześcijańsko-Demokratycznej (CDU), prezydent Izby Deputowanych Berlina (od 2023).

## Życiorys
W latach 1987–1994 uczęszczała do Walter-Rathenau-Gymnasium w Berlinie. Następnie w latach 1994–1999 studiowała prawo na Wolnym Uniwersytecie w Berlinie, które ukończyła pierwszym egzaminem państwowym. Drugi egzamin zdała w 2001 roku. W 2002 roku pracowała jako asystentka naukowa w niemieckim Bundestagu. Następnie rozpoczęła praktykę zawodową jako adwokatka, specjalizując się w prawie budowlanym i architektonicznym. 
Od wielu lat działa w CDU. Pełni funkcję przewodniczącej lokalnych struktur partii w okręgu Lilienthal oraz jest zastępczynią przewodniczącego CDU w dzielnicy Steglitz-Zehlendorf. Kieruje także Protestancką Grupą Roboczą CDU/CSU w Berlinie i Brandenburgii (EAK).
Mandat posłanki do Izby Deputowanych Berlina uzyskała 26 października 2006 roku. Była zastępczynią przewodniczących frakcji parlamentarnej, a w latach 2016–2023 pełniła funkcję wiceprzewodniczącej Izby. 16 marca 2023 roku została wybrana na jej przewodniczącą.
Posługuje się językiem angielskim i łaciną.